# Zlaté Hory
Zlaté Hory (in tedesco Zuckmantel, in polacco Złote Góry) è una città della Repubblica Ceca facente parte del distretto di Jeseník, nella regione di Olomouc.